# Chen Qiqiu
Chen Qiqiu (chinesisch 陳其遒, Pinyin Chén Qíqiú; * 4. Januar 1978 in Meizhou) ist ein ehemaliger chinesischer Badmintonspieler.

## Karriere
Chen Qiqiu nahm zweimal an Olympischen Spielen teil. Als bestes Ergebnis erreichte er 2004 Platz 5 im Mixed. 2000 wurde er 17. im Doppel und 9. im Mixed. Bei den Asienspielen 2002 wurde er Dritter im Mixed. Bei der Badminton-Weltmeisterschaft 2003 wurde er ebenfalls Dritter im Mixed. 2005 reichte es nur noch zu Platz 5.

## Sportliche Erfolge
| Saison    | Veranstaltung             | Disziplin    | Platz | Name                       |
| --------- | ------------------------- | ------------ | ----- | -------------------------- |
| 2000      | Dutch Open                | Mixed        | 1     | Chen Qiqiu / Chen Lin      |
| 2000      | Thailand Open             | Mixed        | 3     | Chen Qiqiu / Chen Lin      |
| 2000      | Polish Open               | Mixed        | 1     | Chen Qiqiu / Chen Lin      |
| 2001      | China Open                | Herrendoppel | 2     | Liu Yong / Chen Qiqiu      |
| 2002      | China Open                | Mixed        | 2     | Chen Qiqiu / Zhao Tingting |
| 2002      | Asienspiele               | Mixed        | 3     | Chen Qiqiu / Zhang Jiewen  |
| 2002      | Malaysia Open             | Herrendoppel | 1     | Liu Yong / Chen Qiqiu      |
| 2003      | All England               | Mixed        | 2     | Chen Qiqiu / Zhao Tingting |
| 2003      | Chinesische Meisterschaft | Mixed        | 1     | Chen Qiqiu / Zhang Jiewen  |
| 2003      | China Open                | Mixed        | 2     | Chen Qiqiu / Zhao Tingting |
| 2003      | Swiss Open                | Herrendoppel | 2     | Cheng Rui / Chen Qiqiu     |
| 2003      | Swiss Open                | Mixed        | 3     | Chen Qiqiu / Zhao Tingting |
| 2003      | Weltmeisterschaft         | Mixed        | 3     | Qiqiu Chen / Zhao Tingting |
| 2003      | Thailand Open             | Mixed        | 1     | Qiqiu Chen / Zhao Tingting |
| 2003      | Chinesische Meisterschaft | Herrendoppel | 1     | Fu Haifeng / Chen Qiqiu    |
| 2004/2005 | Denmark Open              | Mixed        | 1     | Chen Qiqiu / Zhao Tingting |